# Микробиологическая промышленность
Микробиологическая промышленность — промышленная отрасль, производственные средства которой основаны на микробиологическом синтезе продукции (пищевых продуктов, кормовых добавок для животных, медицинских препаратов) из различных видов непищевого сырья (углеводородов, гидролизатов древесины). Микроорганизмы осуществляют превращение одних веществ в другие путём ферментации.

## История развития
Микробиологическая промышленность возникла в результате новейших научно-технических революций, которые включают в себе достижения в таких отраслях, как микробиология, физика, химия, кибернетики и химической технологии. Различные процессы (брожение, квашение), в которых человек использовал дрожжи, бактерии и плесневые грибы, человек применял сотни лет для создания напитков (вино, пиво) и пищевых продуктов, а также обработки текстиля и кожи. Но участие в этих процессах микроорганизмов было доказано только в XIX веке. Уже в XX веке люди начали активно использовать функции микроорганизмов, что способствовало тому, что ферментация заняла центральное место в биотехнологии. С её помощью изготавливают различные напитки, а также лекарственные препараты и ферментированные пищевые продукты.

## Этапы процесса ферментации
Процесс ферментации подразделяется на шесть основных этапов:
- Создание среды.
- Стерилизация.
- Получение культуры.
- Рост в промышленном ферментере (биореакторе).
- Выделение и очистка продуктов.

- Переработка и ликвидация отходов ферментации.

## Микробиологический синтез
Включает в себя широкий круг процессов:
1. Накопление микробной массы для ее использование в различных целях.
2. Получение вне микробной клетки метаболитов

## Промышленные микробиологические процессы
Промышленные микробиологические процессы делятся на 5 основных групп:
- получение рекомбинантных продуктов
- получение продуктов метаболизма микроорганизмов
- биотрансформация веществ.
- получение ферментов микробного происхождения
- выращивание микробной биомассы